# 幕府海軍
幕府海軍（ばくふかいぐん）は、江戸幕府が設置した、海上戦闘を任務とした西洋式軍備の海軍である。長州征討などで活動し、慶応3年（1867年）10月14日の大政奉還で幕府が消滅し、明治元年（1868年）4月11日の江戸開城後も戊辰戦争において榎本武揚に率いられ戦闘を続けた。

## 沿革

### 中近世的水軍と沿岸警備
江戸幕府には、もともと、戦国大名時代に徳川氏の傘下に入った海賊衆を起源として、船手頭に率いられた水軍が設置されていた。しかし実戦参加は大坂の陣が最後であり、1635年（寛永12年）の武家諸法度の改正による大船建造の禁で大型軍船の建造は禁じられた。元々、ガレー船を主体とした沿岸海軍である水軍は、近世後期の段階では実効的な戦闘能力を失い、実質的には水上警察となっていた。中小の関船や小早が主力となっており、最大の軍船である関船「天地丸」（76挺艪）も、将軍の御座船として華麗な姿ではあったが、軍艦としての実用性は失っていた。
寛政4年（1792年）のアダム・ラクスマンの来航を端緒として外国船の来航が頻繁になると、幕府も、同年にさっそく海岸防禦御用掛を設置したほか、天明5年（1785年）の蝦夷地調査や文化7年（1810年）の会津・白河両藩への江戸内海警備任命など、沿岸警備体制の強化に着手した。また海上戦力の整備も試みられ、嘉永2年（1849年）には、東京湾の海上警備を担当する浦賀奉行所用としてスループ系統の和洋折衷船「蒼隼丸」が竣工、続いて同型船も建造された。しかしこれらも沿岸警備の延長線上であり、近代海軍の創設というよりは、中近世的な水軍の強化というべき施策であった。
このためもあり、嘉永6年（1853年）の黒船来航に際して、御船手や諸藩、浦賀奉行所の軍船の任務は偵察・伝令などに限定され、戦闘的な役割は付与されなかった。

### 洋式船の導入と海軍伝習
嘉永6年（1853年）の黒船来航直後より、急激な海軍力の整備が開始された。ペリー艦隊の浦賀退去からわずか1週間後の6月19日にはオランダからの艦船輸入が決定され、8月8日には西洋式軍備の導入に先進的だった水戸藩に旭日丸建造の内命を下し、9月5日には浦賀奉行に鳳凰丸の建造を命じた。そして9月15日には「大船建造禁令」が解除され、諸藩でも軍艦建造への道が開かれた。
オランダ商館長ヤン・ドンケル・クルティウス（後の初代駐日オランダ理事官）は、長崎奉行水野忠徳からの帆走フリゲートと蒸気コルベット各1隻の建造照会を受けて、オランダ領東インドに配備されていた蒸気機関搭載の植民地警備艦「スンビン」を日本に召致して展示することにより、建造注文と要員養成の教育委託をすることを提案した。「スンビン」は嘉永7年（1854年）8月に長崎に入港し、同地の警備を担当する佐賀藩主鍋島直正の視察を受けた際に譲渡の希望を受けた。クルティウスは「将来の多数の受注のためにはまず1隻を献上するのが得策である」と本国政府に上申した。
これを受けて、同艦はオランダ国王ウィレム3世から13代将軍徳川家定に贈呈されることになり、安政2年（1855年）6月、長崎に再入港した。「観光丸」と改称された同艦を練習艦とし、オランダ海軍から派遣されたライケン大尉以下22名を教官として、長崎海軍伝習所が開設された。オランダからは1857年にも37名の教官団が派遣されており、5年間にわたる伝習期間を通じて、幕府以外にも佐賀・福岡・熊本・薩摩・長州・土佐など諸藩からも伝習員が派遣され、計200名以上が入校した。これにより、幕府海軍の中核を担う士官が多く輩出された。
また、長崎という遠隔地での伝習による不都合が指摘されたことから、これと並行して、江戸にも海軍教育機関を設置することになり、安政4年（1857年）、永井尚志や矢田堀鴻など第一次伝習生の一部が「観光丸」で江戸に移動し、講武所内に軍艦操練所が開設された。
安政7年（1860年）、日米修好通商条約の批准書を交換するため、遣米使節団が派遣されることになった際、正使一行はアメリカ軍艦ポーハタン号に乗艦することになっていたが、同艦だけでは使節団の全員を収容できないことから、幕府海軍の練習航海も兼ねて、咸臨丸も派米された。往路の荒天下では、便乗していたジョン・ブルック大尉以下アメリカ海軍軍人が艦の運用のほとんどを代行する状況もあったとはいえ、往復83日間・合計10,775海里 (19,955 km)の大航海を一人の死者もなく成功させたほか、アメリカ海軍の実情視察という成果もあった。しかし一方で、航海・運用の技量不足という重大な問題点が顕在化したものの、こちらは当時取り上げられることはなかった。
長崎伝習所は安政6年（1859年）に閉鎖されたが、同年に軍艦奉行の役職が新設され、永井尚志が任命された。

### 文久の軍制改革と作戦行動
文久元年（1861年）5月、軍制改革を推進するため10名の軍制掛が任命された。海軍に関しては軍制掛の1人である軍艦奉行の木村を中心に改革の計画立案が行われた。同年6月、軍艦組が設置され、軍艦頭取に矢田堀鴻、小野友五郎、伴鉄太郎が任命され、後に荒井郁之助、肥田浜五郎、木下謹吾（伊沢謹吾）らが軍艦頭取に加えられた。文久2年（1862年）7月に船手組が、同年8月には小普請組288名が軍艦組に編入された。同年、関船などの在来型軍船は全廃された。
同年、国産蒸気船「千代田形」の建造を開始。さらに、留学生のオランダ派遣、軍艦の海外発注（アメリカ:「富士山」「東艦」、オランダ:「開陽丸」）を実施した。多数の中古船の輸入も進められた。また大阪湾の防備拠点として神戸に着目する勝の運用構想に伴って、新たな海軍教育機関として、元治元年（1864年）に神戸海軍操練所も開校されたが、これは翌慶応元年（1865年）には閉鎖されてしまった。
また閏8月、軍艦奉行 木村摂津守により、海軍大拡張計画が提案された。これは日本を6つの警備管区に分けて艦隊を整備するもので、艦船370艘、乗員61,205人と見込まれていた。しかし政事総裁職 松平春嶽は幕府に海軍の権能を集中させる点に反発し、また軍艦奉行並 勝麟太郎も計画のコストの高さを批判したことから、この計画は採択されず、木村は文久3年（1863年）9月26日に軍艦奉行を辞職した。
幕府海軍の艦船は、国内での部隊や物資、要人輸送などに活躍した。また水戸浪士による横浜居留地襲撃の噂があったことから、万延元年（1860年）閏3月より、神奈川港において、講武所の剣術・槍術修行人を乗艦させた軍艦2隻による常駐警備が開始されたが、稼動艦に余裕がなく、また実際の襲撃が起きなかったこともあり、元治元年（1864年）4月に終了となった。
その後、同年3月に勃発した天狗党の乱への鎮定に投入されることになり、沖合を偵察する筑波勢の小舟を撃沈したほか、艦砲射撃も実施している。これは日本の近代海軍として初の実戦投入であった。

### 長州征討と慶応の軍制改革
元治・慶応期は、幕府の海軍力が攘夷戦争用の軍隊から内戦用の軍隊に変質した時期とされる。元治元年（1864年）の第一次長州征討では、海軍部隊は派遣されなかったが、慶応2年（1866年）6月の第二次長州征討では海軍も投入された。海軍力に劣る長州側が正面からの海戦を避け、一撃離脱に徹したことから、海戦では特段の戦果はなく、物資輸送や部隊揚陸、艦砲射撃などが主となった。陸戦の劣勢のため、幕府軍にとって海軍の攻撃力は重要な役割を果たし、一時は戦況を挽回する原動力ともなったが、全体の劣勢を覆すには至らなかった。
第二次長州征討の敗戦後の慶応2年（1866年）8月以降、15代将軍徳川慶喜の下で再び大規模な軍制改革が行われた（慶応の改革）。幕府中枢への総裁制度導入により海軍局が設置され、従来の海軍組織の上に乗る形で老中格の海軍総裁が置かれた。また、軍艦奉行の上に海軍奉行が新設された。また一般士官についても、海軍階級俸給制度が確立された。
海外発注した新鋭艦も加わった幕府海軍の戦力は、国内の各藩の海軍力を遥かに上回った。「開陽丸」や「富士山丸」に匹敵する戦闘力を持つ軍艦は、他藩には存在しなかった。東アジア各国の中でも最大規模に達した。またイギリスからトレーシー顧問団を招聘したが、戊辰戦争の勃発により本格的な教育は実施できなかった。

### 大政奉還後
慶応3年（1867年）の大政奉還、王政復古の大号令を経て翌明治元年（1868年）に鳥羽・伏見の戦いが発生した。旧幕府海軍は、江戸から現地への部隊輸送や大阪湾の海上封鎖に活躍した。阿波沖海戦では兵庫港の脱出を図った薩摩船団を幕府海軍が追撃し、開陽丸と交戦した翔凰丸が座礁・自焼した。
陸上での開戦時、主力は大坂の天保山沖に停泊していたが、鳥羽・伏見の戦いで旧幕府軍が敗北すると、大坂城にいた慶喜らは、主戦派の幕臣に無断で旗艦「開陽丸」に乗って江戸へ引き揚げた。このとき、軍艦奉行並の矢田堀、船将の榎本がともに上陸中であったため、先任士官の軍艦頭並、沢太郎左衛門が指揮を執った。
新政府軍が江戸を占領すると、「富士山丸」、「朝陽丸」、「翔鶴丸」、「観光丸」の4隻は新政府側に引き渡された。しかし、徳川家に対する政府の処置を不満とする榎本武揚ら抗戦派の旧幕臣は、残りの軍艦「開陽丸」「回天丸」「蟠竜丸」「千代田形」に、遊撃隊など陸軍兵を乗せた運送船4隻（「咸臨丸」「長鯨丸」「神速丸」「美賀保丸」）を加えて品川沖を脱走。新選組や奥羽列藩同盟軍、松平定敬らを収容し蝦夷地（北海道）に逃走した。榎本らは箱館の五稜郭に拠り、蝦夷島政府を設立した。翌明治2年（1869年）、箱館戦争に敗北し、残された所属艦船は新政府に引き渡された。また幕府海軍で経験を積んだ人員や、建設された造修施設は、後の大日本帝国海軍の土台となった。

## 戦歴
- 天狗党の乱
- 長州征討
- 阿波沖海戦 - 寺泊沖海戦 - 宮古湾海戦 - 箱館湾海戦

## 文化

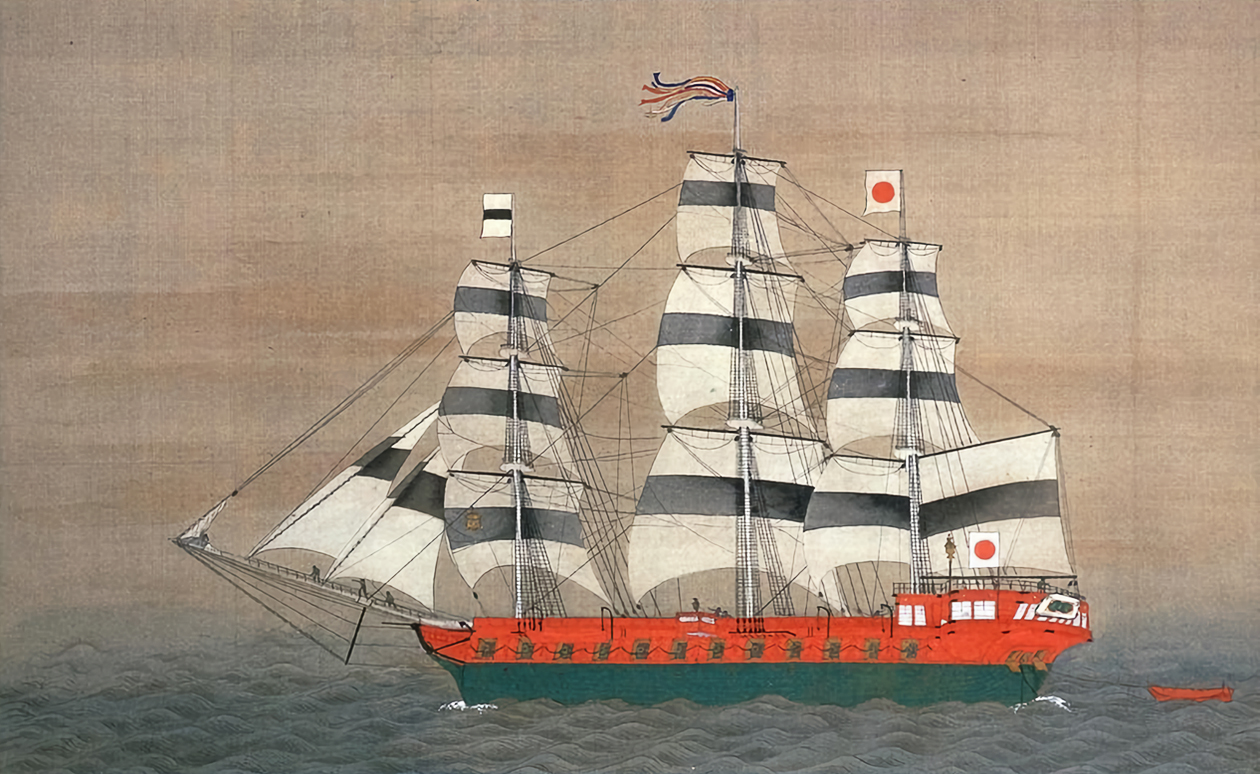
初期の掲揚法の「旭日丸」

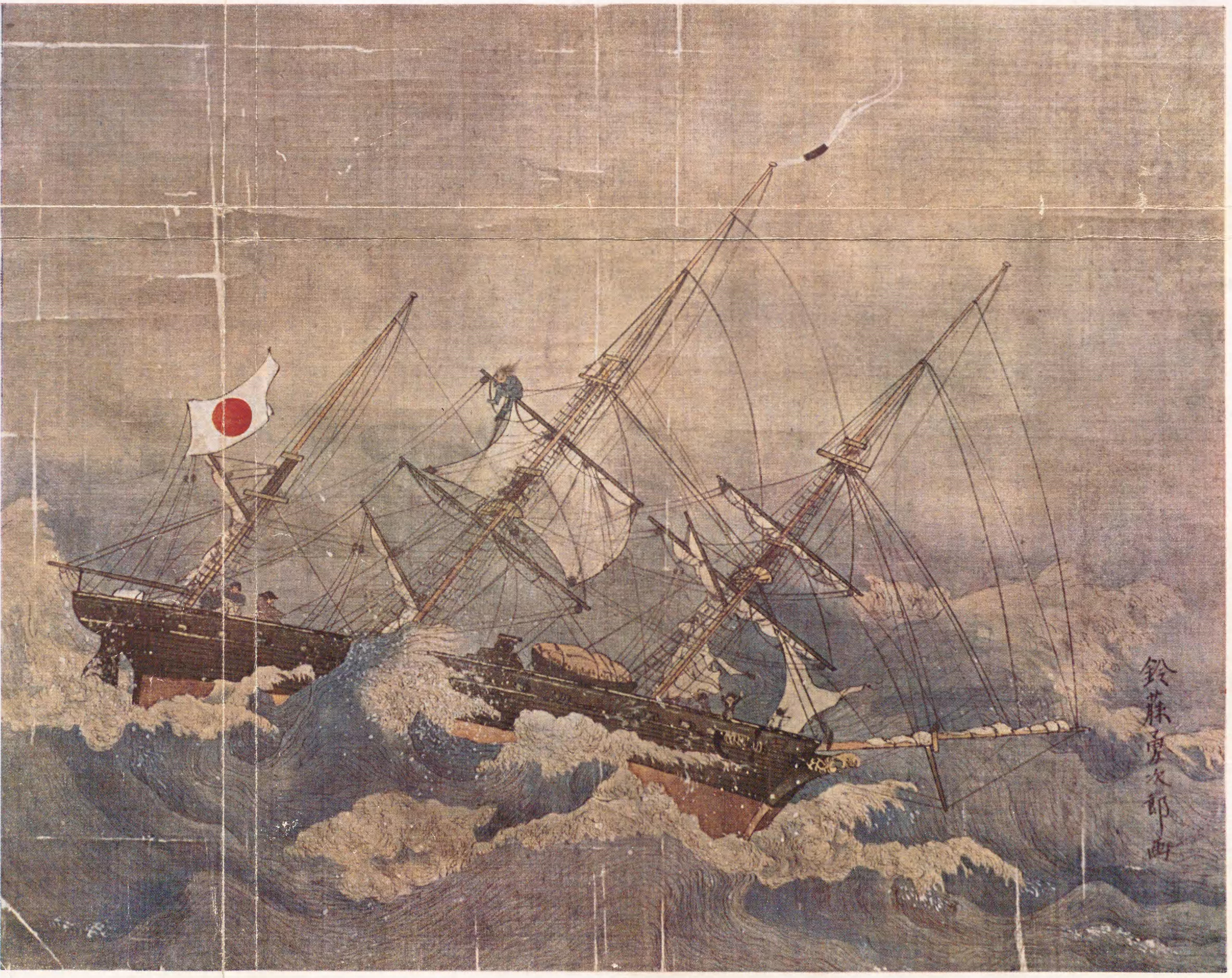
改正後の掲揚法の「咸臨丸」

### ようそろ
船の進行方向を変化させず船を直進させることを意味する操舵号令であるようそろは幕府海軍からの名残であり、日本海軍および海上自衛隊では、転じて「了解」「問題なし」の意味で復唱される。

### 幕府艦船の掲揚法
初期の幕府海軍艦船は日本総船印として「白地日之丸幟（日の丸の幟）」を、公儀御船の印としては「白紺布交之吹貫」を掲げ、帆については白地中黒が指定されていた。これは、「鳳凰丸」などの整備にともなって「大船建造禁令」が解除されたことにより1854年9月3日（嘉永7年7月11日）に制定された方式である。

そもそも、日本総船印は船の国籍を示す国籍旗に相当する旗である。1854年6月29日（安政元年6月5日）の布令では「白紺布交の吹貫」が採用された。
嘉永6年8月（1853年9月頃）の浦賀奉行からの献策に基づいている。日の丸（朱の丸）は、従来から幕府御用船の標識として用いられてきたものである。他方、白地に黒帯は、徳川氏の祖先とされる新田氏の源氏中黒旗に由来する。
その後、1859年2月22日（安政6年1月20日）に掲揚法は改正され、幕府艦船であることを示す標識は「中黒の細旗」に、帆は白帆に変更された。
大日本帝国海軍ではこれら日本独自の掲揚法を廃止し、国際慣習である西洋式の軍艦旗を制定した。

## 所属艦船
- 軍艦
  - 観光丸 - オランダより寄贈。明治政府へ移管。
  - 咸臨丸 - オランダで建造。1866年に機関を撤去し輸送船に。明治政府が復旧。
  - 蟠竜丸 - イギリス（英國）より寄贈。1869年5月箱館港で自焼。明治政府が復旧し、開拓使から日本海軍へ移管。
  - 朝陽丸 - オランダで建造。明治政府へ移管後、箱館湾海戦で沈没。
  - 韮山形 - 国産。同型船6隻建造。
  - 富士山丸 - アメリカ（米國）で建造。明治政府へ移管。
  - 回天丸 - 元プロイセン軍艦を購入。1869年5月箱館港で自焼。
  - 開陽丸 - オランダで建造。1868年11月江差沖で沈没。
  - 第二回天丸 - 秋田藩所属の「高雄丸」を1868年10月27日箱館で捕獲し改名。1869年3月九戸港で自焼。
  - 千代田形 - 国産。量産予定も1隻のみ完成。1869年4月箱館港で座礁。明治政府が復旧。
  - （東艦 - 甲鉄艦。アメリカ（米國）から購入も、明治政府が受領。）
- 輸送船（運送船）
  - 外国製
    - 鵬翔丸
    - 千秋丸
    - 健順丸
    - 千歳丸（初代） - 上海に貿易船として航海。後に売却。
    - 千歳丸（2代） - 明治政府へ移管。
    - 順動丸 - 寺泊沖海戦で座礁・自爆。
    - 昌光丸
    - 協鄰丸
    - 長崎丸 - 薩摩藩に貸与中、下関の長州藩砲台により撃沈。外国船との誤射か。
    - 長崎丸一番 - 1864年に八丈島沖で沈没。
    - 長崎丸二番 - 戊辰戦争中に飛島で座礁沈没。
    - 太平丸 - 旧イギリス商船ライモンで、当初艦名は鯉魚門（らいもん）。
    - 翔鶴丸 - 明治政府へ移管。
    - 神速丸 - 1868年11月江差沖で沈没。
    - 黒龍丸 - 越前藩が購入し、幕府へ献上。天狗党の乱で艦砲射撃を実施。
    - 太江丸（大江丸は誤伝[要検証 – ノート]） - 元は下関攻撃にも参加したアメリカ商船タ・キアン）
    - 美賀保丸（美加保丸）
    - 鶴港丸
    - 龍翔丸
    - 長鯨丸 - 明治政府へ移管。
    - 奇捷丸
    - 行速丸 - 明治政府へ移管。
    - 飛龍丸 - 明治政府へ移管。

  - 国内製
    - 鳳凰丸 - 明治政府へ移管。
    - 昇平丸 - 薩摩藩が建造し、幕府へ献上。明治政府へ移管。
    - 鳳瑞丸 - 薩摩藩建造。
    - 大元丸 - 薩摩藩建造。
    - 旭日丸 - 水戸藩が軍艦として建造し、献上。明治政府へ移管[24]。
    - 君沢形 - ヘダ号と同型船10隻を建造[25]。
    - 長崎形 - 瓊浦形・玉浦形・コットル船とも。
    - 箱館形 - 箱館丸と亀田丸の2隻建造[26]。
    - 豊島形 - 4隻建造。
    - 先登丸 - 蒸気船。